# Les Pennes-Mirabeau
Les Pennes-Mirabeau è un comune francese di 19 835 abitanti situato nel dipartimento delle Bocche del Rodano della regione della Provenza-Alpi-Costa Azzurra.

## Società

### Evoluzione demografica
Abitanti censiti